# Theodor Plievier

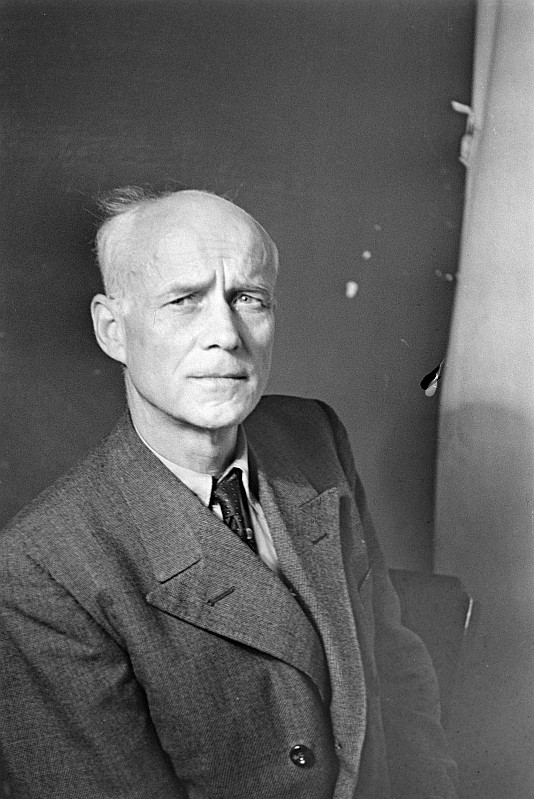
Theodor Plievier (1946)

Theodor Otto Richard Plievier (Schriftstellername: Plivier) (* 17. Februar 1892 in Berlin; † 12. März 1955 in Avegno) war ein deutscher Schriftsteller. Bekannt wurde er 1930 durch den Roman Des Kaisers Kulis über die Kriegsmarine des Ersten Weltkriegs sowie ab 1945 durch seine Romantrilogie über die Kämpfe an der Ostfront des Zweiten Weltkriegs, bestehend aus den Werken Stalingrad, Moskau und Berlin. Die schonungslose Darstellung des elenden Lebens und Sterbens der Soldaten im Krieg beeindruckte viele Leser.

## Leben
Plievier war der Sohn des aus Amsterdam stammenden Feilenhauers Theodorus Roelof Plievier und dessen Ehefrau Albertine Luise Thing. Die Familie lebte im Berliner Stadtteil Gesundbrunnen, in dem Plievier auch aufwuchs und die Volksschule besuchte. Am Neubau an der Stelle seines Geburtshauses in der Wiesenstraße 29 erinnert eine Gedenktafel an ihn. Er interessierte sich schon als Schüler sehr für Literatur und konnte bereits mit 17 Jahren am 6. Februar 1909 den Text Proletariers Ende in der anarchistischen Zeitschrift Der Freie Arbeiter veröffentlichen.

### Frühe Jahre bis zum Durchbruch als Autor (1908–1928)
Bereits nach wenigen Wochen gab Plievier im Alter von 16 Jahren eine Lehrstelle als Stuckateur auf und verließ nach einem Streit darüber sein Elternhaus.  Er wanderte durch Deutschland, Österreich-Ungarn und die Niederlande. Zurück in der Heimat, meldete er sich als Matrose zur deutschen Handelsflotte. 1910 musterte er in Südamerika ab und arbeitete bis 1913 in Salpeterminen in Chile, als Viehtreiber, Goldsucher und als Sekretär des deutschen Vizekonsuls in Pisagua.
Als er 1914 nach Hamburg zurückkam, wurde er von der Polizei nach einer Schlägerei in einer Hafenkneipe festgenommen. Da der Krieg ausbrach, wurde er als Matrose sofort in die kaiserliche Marine eingezogen, in der er während des Ersten Weltkriegs diente. Bei der Marine lernte er die anarchistischen Matrosen Gregor Gog und Karl Raichle kennen. Die überwiegende Zeit verrichtete er seinen Dienst auf dem Hilfskreuzer Wolf, auf dem er eine 451 Tage dauernde Kaperfahrt bis Neuseeland erlebte. Die schlechte Behandlung der Schiffsmannschaft durch den Kommandanten Karl August Nerger und seine Offiziere veranlassten Plievier, seine Erlebnisse in dem 1930 erschienenen autobiographischen Roman Des Kaisers Kulis. Roman der deutschen Hochseeflotte festzuhalten. Im November 1918 beteiligte sich Plievier in Wilhelmshaven an revolutionären Unruhen, die sich schon bald zum bekannten Kieler Matrosenaufstand auswuchsen. Dabei betätigte er sich als Redakteur einer Matrosenzeitung.
Nach Kriegsende begründete Plievier zusammen mit Raichle und Gog die lebensreformerisch ausgerichtete „Kommune am Grünen Weg“ bei Urach. Beeinflusst durch die Ideen und Theorien von Peter Kropotkin, Leo Tolstoi und Friedrich Nietzsche vertrat Plievier anarchistische Ideen. Er begründete den anarchistischen „Verlag der Zwölf“ und veröffentlichte 1919 seine erste Broschüre „Anarchie“ unter seinem richtigen Namen „Plievier“. 1920 heiratete er in Urach die Küferstochter Maria Stoz. 1920 zogen die Eheleute nach Berlin. Das Ehepaar bekam 2 Söhne und eine Tochter. Ihre zweieinhalbjahre alte Tochter Viktoria verstarb 1923 an einer Lungenentzündung; das Ehepaar hatte keine Mittel, um die notwendige medizinische Versorgung zu bezahlen, ihre Wohnung in der Rigaer Str. 68 blieb ungeheizt, auch fehlte es an Nahrungsmitteln. Nicht einmal für eine würdige Bestattung der kleinen Tochter war Geld vorhanden, das Kind musste in einem Massengrab beerdigt werden. Später hat Plievier ihr mit seiner Erzählung Nacht in einer sterbenden Stadt ein literarisches Denkmal gesetzt.

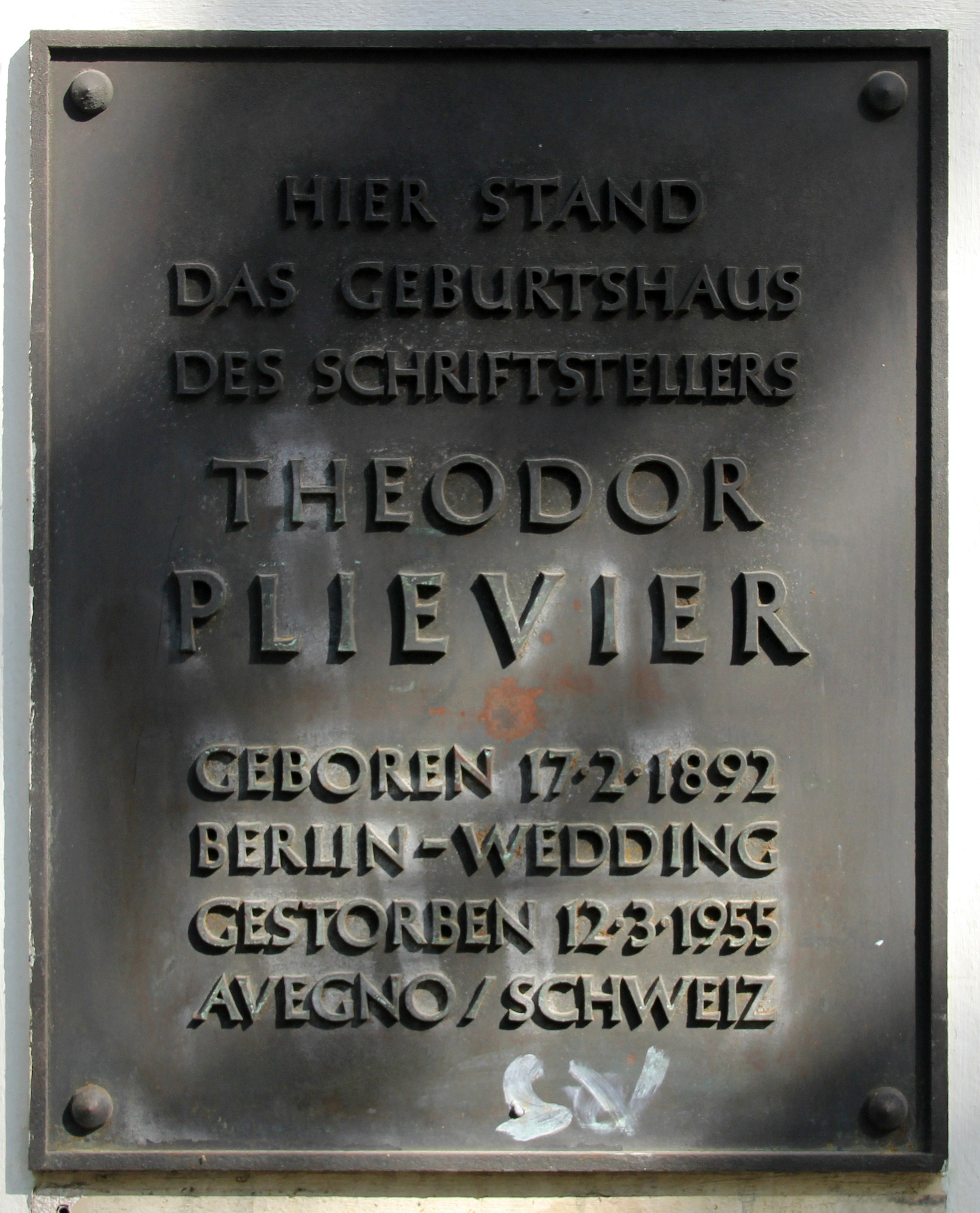
Gedenktafel am Haus, Wiesenstraße 29, in Berlin-Gesundbrunnen

Bereits vor seinem Umzug nach Berlin hatte er in Urach den Schriftsteller Johannes R. Becher kennengelernt. In Berlin betätigte sich Plievier aktiv in der anarchosyndikalistischen Freien Arbeiter-Union Deutschlands (FAUD). Er schrieb drei Jahre lang Beiträge für die Zeitschriften „Der Syndikalist“ (Berlin) und „Die Schöpfung“ (Düsseldorf), übersetzte Bücher von Peter Kropotkin und Francesc Ferrer i Guàrdia und trat als Redner für die FAUD auf. Ab 1922 veröffentlichte er zudem in seinem Verlag „Revolutionäre Flugschriften“, dabei nutzte er, wie er später sagte, aus einer Laune heraus, auch ab und zu den verkürzten Autorennamen „Plivier“.
Plievier gehörte zum Bekanntenkreis von Käthe Kollwitz und wurde von ihr gezeichnet. Sie fertigte für ihn auch das Vorblatt (Titel: Hunger) für seine vierseitige Flugschrift „Hunger“, das er auf seinen Vortragsreisen durch Deutschland verteilte und mit dem er Geld für Hungernde in Russland einwarb.
Den Lebensunterhalt verdiente sich Plievier bis 1926 als Gelegenheitsarbeiter, Komparse an Berliner Theatern, als Fotograf und als Betreiber einer russischen Teestube, in der er anarchistische und anarchosyndikalistische Literatur verkaufte und in der man auch gegen eine kleine Gebühr übernachten konnte. Dort lernte er u. a. anarchistische Exilrussen kennen, wie Nestor Machno und Volin. In der Rigaer Straße 68 in Berlin-Friedrichshain führte er Anfang der 1920er Jahre eine kleine Verlagsbuchhandlung.

### Der erfolgreiche Schriftsteller ab 1930
Mit Südamerika-Erzählungen gelangen ihm ab 1926 seine ersten honorierten Veröffentlichungen in Zeitschriften wie „Die Jugend“, „UHU“, „Scherl’s Magazin“ und „Velhagens & Klasings Monatshefte“. Durch die Vermittlung Johannes Nohls lernte er Gustav Kiepenheuer kennen und begann mit dessen Vorschuss an seinem Roman „Des Kaisers Kulis“ zu arbeiten, mit dem er 1930 debütierte und der ihn über Nacht über die Grenzen Deutschlands bekannt machte. Mit der Schilderung der Kriegsumstände und seiner scharfen Anklage gegen den Krieg sprach Plievier seinen Zeitgenossen aus der Seele – ein Beispiel:

„Die Eroberungsziele sind unser Verderben, ohne sie wäre Frieden. Wir könnten wieder arbeiten und hätten zu fressen. Und die anderen sind doch auch Menschen. Die Völker müssen zusammenkommen und sich verständigen. Das Morden ist sinnlos. (…) Der Krieg ist ein riesengroßes Geschäft. (…) Nieder mit dem Krieg!“

Der Regisseur Erwin Piscator inszenierte diesen Roman als Drama mit Plievier als Darsteller – Uraufführung war am 31. August 1930 im Berliner Lessingtheater. Roman und Theaterstück waren eine einzige Anklage der Zustände in der deutschen Marine und der Lebensumstände ihrer Matrosen. Während dieser Arbeit lernte Plievier die Schauspielerin Hildegard Piscator kennen. Sie ließ sich scheiden und lebte mit ihm zusammen; diese Beziehung blieb kinderlos, Plieviers Ehe mit Maria bestand weiter.
1932 und Anfang 1933 reiste er für die „Gilde freiheitlicher Bücherfreunde“ (GFB) durch Deutschland und las aus seinen beiden Büchern und dem geplanten dritten Band „Demokratie“. Der Inhalt seiner Bücher und seine Bekanntheit führten nach der „Machtergreifung“ durch die Nationalsozialisten dazu, dass die Titel auf der Liste der verbrannten Bücher zu finden waren und Plievier nach dem Reichstagsbrand verhaftet werden sollte. Mit Hilfe anarchosyndikalistischer Freunde gelang ihm mit Hildegard die Flucht nach Prag.
Am 29. März 1934 veröffentlichte der Deutsche Reichsanzeiger die zweite Ausbürgerungsliste des Deutschen Reichs, durch welche er ausgebürgert wurde. Nach einer Odyssee über Prag, Zürich, Paris und Oslo gelangten er und Hildegard zum Schriftstellerkongress nach Moskau. Um keine Schwierigkeiten mit der stalinistischen Zensur zu bekommen, schrieb Plievier anfangs an einem Roman, der die Revolte in Chile behandelte. Zudem veröffentlichte er Beiträge in der von Johannes R. Becher verantworteten Zeitschrift „Internationale Literatur“ (IL). Zeitweise in die Wolgarepublik geschickt, gelang ihm die Rückkehr nach Moskau, als die Deportationen der Wolgadeutschen nach Sibirien begannen. Wegen des deutschen Angriffs auf Moskau im Herbst 1941 wurde Plievier zusammen mit anderen Immigranten und Ausländern nach Taschkent (Usbekische SSR) evakuiert. Wohl wiederum mit Bechers Unterstützung kehrte Plievier im Spätsommer 1943 nach Moskau zurück. Dort trat er im  September 1943 in das Nationalkomitee Freies Deutschland als ordentliches Mitglied ein. Seine Aufgabe bestand zunächst darin, mit Rundfunkbeiträgen auf die deutschen Soldaten einzuwirken. Kurze Zeit später wäre es allerdings mit seiner Tätigkeit für das NKFD fast vorbei gewesen. Während eines Parisaufenthalts hatte er sich wieder mit Nestor Machno getroffen, der in der Ukraine mit seiner anarchistischen Bauernarmee, zusammen mit der Roten Armee, gegen die Weißen Armeen Denikins und Wrangels gekämpft hatte, dann aber seinerseits von der Roten Armee besiegt und ins Exil getrieben worden war.  Plievier hatte begonnen ein Buch über die verschiedenen Gruppen in der Ukraine und die Pogrome gegen jüdische Bewohner zu schreiben. Dies wäre ihm fast zum Verhängnis geworden, da Frida Rubiner ihn denunzierte, mit Machno befreundet zu sein. Wilhelm Pieck und Walter Ulbricht sahen das als nicht erwiesen an und übertrugen ihm neue Aufgaben. Er sollte die Feldpostbriefe aus Stalingrad lesen. Diese Beschäftigung verschaffte ihm genaue Kenntnisse über den Untergang der deutschen Armee. Die Arbeit am neuen Roman begann; Plievier durfte monatelang gefangene deutsche Soldaten in Lagern bei Moskau befragen und erhielt Zugang zu sowjetischen Akten. Die Erstfassung von Stalingrad erschien 1943/44 in der Zeitschrift Internationale Literatur in Fortsetzungen. Es war das erste Buch, das ehrlich über die Einzelheiten des Untergangs der 6. Armee in Stalingrad informierte; es wurde in 14 Sprachen übersetzt und war sein erfolgreichstes Buch.
1945 erschien der Roman  Stalingrad auch in Deutschland, beim Aufbau Verlag in Berlin, bei Rowohlt in Stuttgart/Hamburg sowie bei El Libro in Mexiko.  Dieses Werk wurde später auch als Fernsehfilm und Theaterstück dramatisiert. Seine Trilogie über den Verlauf des Zweiten Weltkriegs im Osten umfasst die Romane Stalingrad (1945), Moskau (1952) und Berlin (1954).
1945 kam Plivier in amtlicher Funktion in die Sowjetische Besatzungszone und bezog ein Büro in Weimar. Dort arbeitete er zwei Jahre lang als Verlagsleiter und Vertreter des Kulturbunds zur demokratischen Erneuerung Deutschlands und avancierte auch zum Teilhaber des Gustav Kiepenheuer Verlags. 1946 wurde er in den ersten Nachkriegs-Landtag des Landes  Thüringen gewählt.

### Neuanfang am Bodensee, letzte Jahre (1947–1955)
Da Plievier sich mit den sich ändernden politischen Verhältnissen und einem dogmatischen Kommunismus nicht anfreunden konnte, verließ er im Herbst 1947, für eine Vortragsreise durch Westdeutschland, den sowjetischen Einflussbereich und kehrte danach nicht mehr zurück. Auf zahlreichen Kongressen in Berlin, Frankfurt, Amsterdam und Paris trat er für die Freiheit des Individuums und gegen totalitäre Staatsregime ein. Früh sah er in einem Vereinten Europa eine Möglichkeit, den Nationalismus zu überwinden. Sein Weltbild fasste Plievier eindrucksvoll in seiner Rede Einige Bemerkungen über die Bedeutung der Freiheit zusammen, die er auf dem Schriftstellerkongress in Frankfurt am Main 1948 hielt. Er ließ sich in Wallhausen bei Konstanz am Bodensee als freier Schriftsteller nieder. Er trennte sich von Hildegard, vollzog seine Scheidung von Maria und heiratete 1950 dort die nur halb so alte Margarete Grote als seine zweite Ehefrau. Als gemeinsames Kind wurde die Tochter Cordelia geboren. 1953 kehrte Plievier, zusammen mit seiner Ehefrau und der Tochter, dem „Deutschland des Kalten Krieges“ für immer den Rücken und siedelte sich in Avegno (Tessin) an. Dort starb er am 12. März 1955 im Alter von 63 Jahren an einem Herzinfarkt. Beigesetzt wurde er in Avegno.

### Wirkungsgeschichte nach seinem Tod
Seine Romane und Erzählungen erlebten nach seinem Tod eine Reihe von Wiederveröffentlichungen, unter anderem im Aufbau-Verlag, bei Kurt Desch, bei Kiepenheuer & Witsch, und im Fischer Verlag. Eine Schule in Berlin-Gesundbrunnen trug zeitweise seinen Namen.

## Werke
- Aufbruch. Verlag der Zwölf, Berlin 1923
- Weltwende. Verlag der Zwölf, Berlin 1923 (Digitalisat).
- Des Kaisers Kulis. Roman der deutschen Kriegsflotte. Malik-Verlag, Berlin 1930 DNB 575398159; Verlag der Nation, Berlin 1988, ISBN 3-373-00242-7.
  - Übersetzung in die englische Sprache von Margaret Green: The Kaiser's coolies. Alfred A. Knopf, o. O. 1931 (Digitalisat).
- Zwölf Mann und ein Kapitän. Novellen. Verlag Weller, Leipzig 1930
- Über seine Arbeit. Malik-Verlag, Berlin 1932
- Der Kaiser ging, die Generäle blieben. Malik-Verlag, Berlin 1932; Neuauflage: Fischer-TB, Frankfurt am Main. 1984, ISBN 3-596-25171-0, Neuauflage: Wachholtz Verlag 2018.
- Der 10. November 1918. Ein Kapitel aus dem gleichnamigen Roman. Verlag der ausländischen Arbeiter i. d. UdSSR, Moskau 1935 (bearbeitet von A. Wenediktow)
- Das große Abenteuer. (Amsterdam, Allert de Lange, 1936, 1. Exilveröffentlichung) Kiepenheuer & Witsch, Köln 1984, ISBN 3-462-01626-1.
- Im Wald von Compiegne. Iskra revoljucii, Moskau 1939 (Deutsch)
- Das Tor der Welt. Tudapa. Meshdunarodnaja Kniga, Moskau 1940 (Deutsch)
- Im letzten Winkel der Erde. Meshdunarodnaja Kniga, Moskau 1941 (Deutsch)
- Der Igel. Erzählungen. Verlag für fremdsprachige Literatur, Moskau 1942
- Stalingrad. Roman. Aufbau-Verlag, Berlin 1945; Verlag Das freie Buch, Mexiko 1945; Parkland-Verlag, Köln 2003, ISBN 3-89340-074-5.
- Generale unter sich. W. Ehglücksfurtner Verlag, Mainz 1946 (Auszug aus dem Roman Stalingrad)
- Haifische. Roman. Kiepenheuer, Weimar, 1946
- Eine deutsche Novelle. Weimar: Kiepenheuer, 1947; Hertz-Verlag, Bremen 1949 (früherer Titel: Nichts als Episode…)
- Das gefrorene Herz. Erzählungen. 1947; Kiepenheuer & Witsch, Köln 1988, ISBN 3-462-01879-5.
- Moskau. Roman. 1952; Parkland-Verlag, Köln 2003, ISBN 3-89340-072-9 (Digitalisat).
- Berlin. Roman. 1954; Parkland-Verlag, Köln 2003, ISBN 3-89340-073-7.

### Hörspiel
- 1948: Stalingrad. Bearbeitung und Regie: Artur Georg Richter (SWF).
- 1948: Stalingrad. Regie: Ludwig Cremer, Hörspielbearbeitung: Brigitte Oberndörfer (NWDR).
- 1950: Die Ballade vom Frieden. Regie: Otto Kurth (NWDR).
- 1953: Moskau. Regie: Gert Westphal, Hörspielbearbeitung: Manfred Häberlen (SWF).
- 1953: Stalingrad. Regie: Gert Westphal, Komposition: Karl Sczuka, Hörspielbearbeitung: Manfred Häberlen (SWF). Der Audio-Verlag, Berlin 2002, ISBN 3-89813-203-X.